# Bernt Lie
Bernt Bessesen Lie (13. července 1868 Mandal, Norsko – 14. července 1916 Sandefjord) byl norský spisovatel.

## Život
Narodil se v Mandal jako syn soudce Emila Bernharda Lie (1836–1891) a Nicoline Bessesen (1840–1918). Jeho sourozenci byli: Pauline Tranaas (1863–1933), Andrea (1864), Emilie (1866), Fanny Daae (1870), Magnus (1875), Wilhelm (1877–1935) a Ida Lindebrække (1881–1944). Jeho strýcem byl Jonas Lie.
Rodina se brzy odstěhovala z Mandalu, žili v Trondheimu a Kristianii. Když bylo Berntovi 15 let, přestěhovali se do Tromsø. Tam v roce 1886 dokončil Bernt středoškolské vzdělání a přešel ke studiu práv. Studia dokončil v roce 1891. V říjnu 1894 se v Kristianii Bernt oženil s Hedvig Mariboe Aubertovou (1874–1946). Měli syna Emila, který se stal sochařem a jejich dcera Didi se provdala za soudce Nejvyššího soudu, bankéře, politika a velvyslance Arne Sundeho. Dokud byly děti malé, rodina Bernta žila v zahraničí, hlavně v Římě, až do roku 1910, kdy se usadili v Lillehammeru.
Bernt psal populární knihy a ve své době patřil k nejčtenějším autorům. Zemřel v červenci 1916 v Sandefjordu a byl pohřben v Tromsø.

## Dílo
Berntovým debutovým románem byl I Æventyrland, vydaný v roce 1892. Za jeho nejlepší knihu je považován román Mot Overmagt (1907). Pamatovány jsou i jeho čtyři chlapecké knihy: Sorte Ørn (1893), Svend Bidevind (1897), Peter Napoleon (1900) a Guttedage (1905). Jeho poslední kniha byla En Racekamp (1915).

### V češtině
- Methe Kajsa – ze sbírky Nordover přeložil Hanuš Hackenschmied; in: 1000 nejkrásnějších novel... č. 16. Praha: J. R. Vilímek, 1911
- Cesta do ledového moře a jiné povídky – př. Milada Lesná-Krausová; s obrázkem Františka Zychy. Praha: Alois Hynek, 1912[1]
- Vojta Proklouz – př. Hugo Kosterka; ilustroval František Horník. Praha: J. R. Vilímek, 1912
- Z kraje bílých nocí: povídky pro mládež z Norska – př. Hanuš Hackenschmied. Praha: Alois Koníček, 1920